# Hemiphonus wilparina
Hemiphonus wilparina är en insektsart som beskrevs av Otte, D. och R.D. Alexander 1983. Hemiphonus wilparina ingår i släktet Hemiphonus och familjen syrsor. Inga underarter finns listade i Catalogue of Life.